# Karsten Voigt (Mediziner)
Karsten Voigt (* 9. März 1941 in Königsberg/Ostpreußen) ist ein deutscher Neuroradiologe und emeritierter Hochschullehrer.
Karsten Voigt, Sohn von Karin Voigt, geborene Derlath, und des Architekten Christian Voigt, besuchte das Ratsgymnasium Wolfsburg, studierte Medizin an der Christian-Albrechts-Universität Kiel und wurde 1960 Mitglied des Corps Palaiomarchia-Masovia. In München wurde er 1966 zum Dr. med. promoviert
Im Jahr 1974 habilitierte er sich an der Albert-Ludwigs-Universität Freiburg. 1975 wurde er dort wissenschaftlicher Rat und Professor. Die Eberhard-Karls-Universität Tübingen berief ihn als Professor für Neuroradiologe als Leiter der Abteilung für Neuroradiologie. Er war 1977 ärztlicher Direktor der Universität sowie 1980/1981 Prodekan und 1981/1982 Dekan der Fakultät für Klinische Medizin. Ab 1980/1981 wirkte er zudem als Vorsitzender der deutschen Gesellschaft für Neuroradiologie. Am 28. September 2007 wurde er emeritiert. Das Thema seiner öffentlichen Abschiedsvorlesung war: 30 Jahre Universitätsmedizin in Tübingen: Gedanken über Macht und Vernunft ärztlichen Handelns.
Karsten Voigt ist evangelisch, heiratete 1966 Edna Schulz-Eckardt und bekam mit ihr die Kinder Maja-Caroline, Hubertus-Christopher, Felix-Constantin und Eva-Charlotte. 1980 wurde er Ehrenritter des Johanniterordens.

## Veröffentlichungen (Auswahl)
- mit P. Stoeter: Neuroradiologie der embryonalen Hirnentwicklung. Stuttgart 1980.